# Nuvolone Alberici
Nuvolone Alberici (Genova, XII secolo – Genova, ...) anche noto come Nuvelonus, Nubelo o Nebolonus, fu un politico e mercante genovese. Fu console della Repubblica di Genova nei mandati del 1162, 1168, 1178, 1181, 1184 e del 1192.

## Biografia
Nel 1158 fu console dei placiti. Nel 1160 fu di nuovo console dei placiti insieme col fratello Ottobono, anch'esso più volte console di Genova, e nel 1162, come console, si recò con altri cittadini in un'ambasciata presso Federico I Barbarossa, da cui ottenne conferma dell'autonomia del Comune di Genova. 
Nel 1164 Nuvolone e il genero Angelerio formarono una società commerciale genovese, di cui lui era socio, insediatasi nel regno di Sicilia, che commerciava con la città di Bugia, in Algeria. Avendo conquistato una piccola fortuna grazie ai proventi dai traffici mercantili, abbandonò la professione di mercante per intraprendere definitivamente quella di uomo politico nella città natale.
Nel 1168, di nuovo console del Comune, accompagnò con quattro galere Barisone II di Arborea, re di Sardegna e giudice d'Arborea, filogenovese, in Sardegna, e vi lasciò dei presidi; fece stabilire una tregua fra il suddetto re e il suo rivale Barisone II di Torres, giudice di Torres, filopisano, e fece sì che quest'ultimo si impegnasse a difendere le concessioni del Comune di Genova sul giudicato d'Arborea. Nel 1169, fu ambasciatore per risolvere con i pisani e i lucchesi alcune dispute territoriali riguardanti la Versilia. Nel 1170 si recò a Terracina con alcune galee per ricevere gli ambasciatori inviati dall'imperatore bizantino Manuele I ai genovesi, i quali chiedevano l'appoggio di Genova nella guerra contro Venezia. In seguito si recò a Lucca per concordare l'allestimento di un esercito comune. Nel 1178 fu ancora console del Comune e l'anno seguente, in compagnia dell'arcivescovo Ugo della Volta, sarebbe stato ricevuto dal papa Alessandro III ed avrebbe ottenuto da lui la conferma dei diritti del Comune ed una reliquia di San Giovanni Battista. Fu ancora console del Comune nel 1181, nel 1184 e anche dopo l'avvento del primo podestà, Manegoldo del Tettuccio, nel 1191.